# Violette Szabóová
Violette Reine Elizabeth Szabóová, nepřechýleně Violette Reine Elizabeth Szabo, rozená Bushellová (26. června 1921 Paříž – asi 5. února 1945 Ravensbrück, Německo) byla francouzsko-britská agentka organizace SOE (Special Operations Executive) za druhé světové války. Při své druhé misi v okupované Francii byla Violette Szabóová zajata německou armádou, vyslýchána, mučena a deportována do koncentračního tábora Ravensbrück v Německu, kde byla někdy kolem 5. února 1945 popravena (zastřelena). In memoriam byla vyznamenána Jiřího křížem (George Gross) a dalšími poctami.

## Mládí
Tatínek Charles Georgi Bushell byl Angličan, zatímco maminka Reine Blanche Leroyová byla Francouzka. Violette Bushellová se narodila 26. června 1921 v Paříži jako jejich druhé dítě z pěti a jediná dcera. Otec byl syn hostinského z Hampstead Norreys, v hrabství Berkshire na jihovýchodě Anglie a během první světové války sloužil jako řidič britské armády ve Francii, kde se seznámil se svou budoucí manželkou, švadlenou původem z Pont-Remy na Sommě. Později žili manželé v Londýně, kde Charles pracoval jako taxikář, prodavač aut a majitel obchodu.
Ale na počátku 30. let, v důsledku velké hospodářské krize, žila Violette spolu se svým nejmladším bratrem Dickiem po několik let u tety z matčiny strany v Pikardii v severní Francii. I po návratu do Spojeného království, celá rodina (kromě otce, který uměl pouze anglicky) často konverzovala francouzsky. Navíc ve čtrnácti letech začala pracovat u francouzské korzetiérky v South Kensingtonu, později ve dvou obchodech. Její výborná znalost francouzštiny sehrála důležitou roli během druhé světové války.

## Druhá světová válka

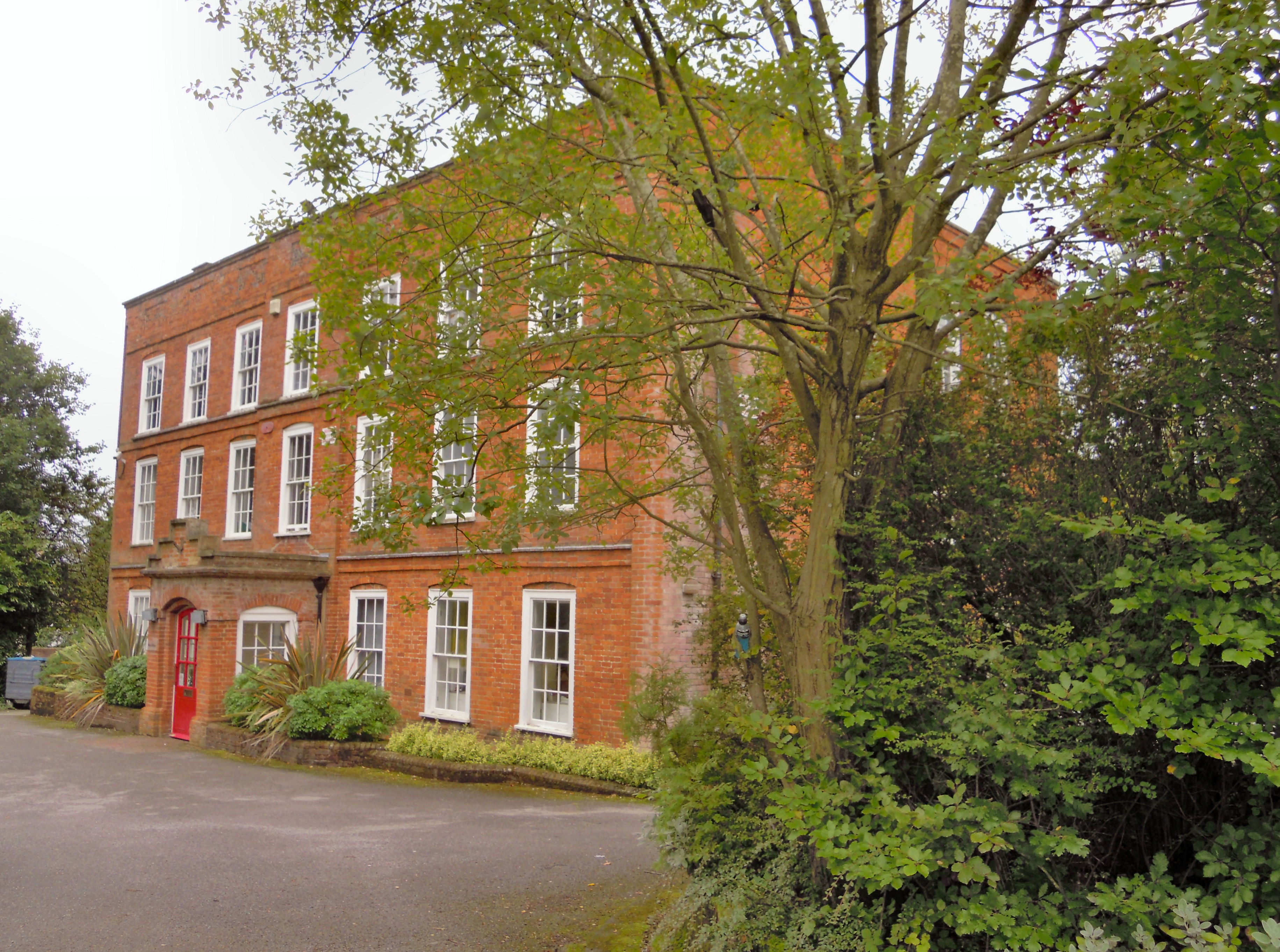
Bývalá „Register Office“ (matriční úřad) ve městě Aldershot, hrabství Hampshire, kde Viollete měla v roce 1940 svatbu.

Počátkem roku 1940 se Violette Bushellová připojila k „Women's Land Army“ a byla vyslána pracovat na farmu do Farehamu v hrabství Hampshire. Brzy se však vrátila do Londýna a začala pracovat ve zbrojní továrně v Actonu (v západním Londýně). Na přehlídce ke Dni Bastily v Londýně v roce 1940 se seznámila s Étiennem Szabó, vyznamenaným poddůstojníkem francouzské cizinecké legie maďarského původu. Šlo o naprostou náhodu, protože její matka ji původně poslala v doprovodu kamarádky Winnie Wilsonové, aby přivedla domů na večeři jiného francouzského vojáka, kterému se stýskalo po domově.
Svatba se konala na matričním úřadu v Aldershotu v Manor Parku 21. srpna 1940 po 42denním románku; Violette bylo 19 let, Étiennovi 31 roků. Užívali si jen týden líbánek, než Étienne musel odjet z Liverpoolu a bojoval v neúspěšném útoku Svobodných Francouzů na Dakar v Senegalu. Odtud odjel do Jižní Afriky a poté se zúčastnil dalších bojů, opět proti vojákům Vichistické Francie, tentokrát v úspěšných akcích společného francouzsko-anglického vojska v Eritreji a Sýrii v roce 1941. Po této bitvě dostal krátkou dovolenou a několik dní byl v Londýně.
Po svatbě se Violette Szabóová stala telefonní operátorkou ústředny na Hlavní poště v centru Londýna. Tato práce ji nebavila, a tak se v září 1941 přihlásila do ATS: Auxiliary Territorial Service (ženský pomocný sbor britské armády). 11. září 1941 byla vyslána do Leicesteru k počátečnímu výcviku a poté k jedné z prvních smíšených protiletadlových baterií 7. těžkého protiletadlového výcvikového pluku Královského dělostřelectva v Oswestry, hrabství Shropshire ke specializovanému výcviku jako prediktor a poté k 481. těžké (smíšené) protiletadlové baterii. Po dalším výcviku na ostrově Anglesey byla společně se svou jednotkou od prosince 1941 do února 1942 vyslána do Frodshamu, hrabství Cheshire, nedaleko Warringtonu. Violette Szabóova během několika týdnů zjistila, že je těhotná, a proto opustila ATS a vrátila se do Londýna.
Violette Szabóová si pronajala byt v Notting Hillu (v západní části Londýna), který poté byl jejím domovem až do odjezdu na druhou misi do Francie v červnu 1944. Mezitím, 8. června 1942 porodila v nemocnici svaté Marie (St Mary's Hospital) dceru, která se jmenuje Tania Damaris Desiree Szabóová. Její manžel Étienne byl v té době v Bir Hakeim v severní Africe. Následujícího dne se zúčastnil statečné obrany proti německým vojskům a 10. června musel se svým praporem ustoupit před útokem 15. německé tankové divize.
Violette Szabóová brzy po porodu začala svou dceru dávat k vychovatelkám, zatímco pracovala v letecké továrně South Morden, kde pracoval také její otec. Tehdy se dozvěděla o smrti manžela. Étienne Szabó zemřel 24. října 1942 na následky zranění hrudníku, které utrpěl, když vedl své muže při útoku na Qaret el Himeimat na začátku druhé bitvy u El Alameinu (která celkově byla pro Brity a Francouze úspěšná). Svou dceru nikdy neviděl. Právě Étiennova smrt přiměla Violette Szabóovou přijmout nabídku vycvičit se jako agentka v britské Special Operations Executive (SOE) jako nejlepší způsob boje proti nepříteli, který zabil jejího manžela.

## Vyznamenání a ocenění

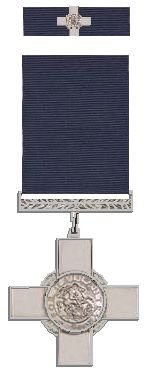
Jiřího kříž (George Cross)

Violette Szabóová byla teprve druhou ženou, která byla vyznamenána Jiřího křížem, který jí byl posmrtně udělen 17. prosince 1946 a oznámení o jejím vyznamenání bylo zveřejněno v úředním věstníku The London Gazette. Francouzi ji in memoriam udělili dvě vyznamenání: Croix de guerre (Válečný kříž) a Médaille de la Résistance (Medaile odporu).
Dne 22. července 2015 byly její vyznamenání a četné související předměty prodány v aukci, která vynesla 312 000 liber. Kupujícím byl lord Michael Ashcroft, významný britský obchodník a politik, který vybrané zakoupené předměty od 7. října 2015 umístil do stálé expozice v Imperial War Museum v Londýně.

## Muzea a památníky

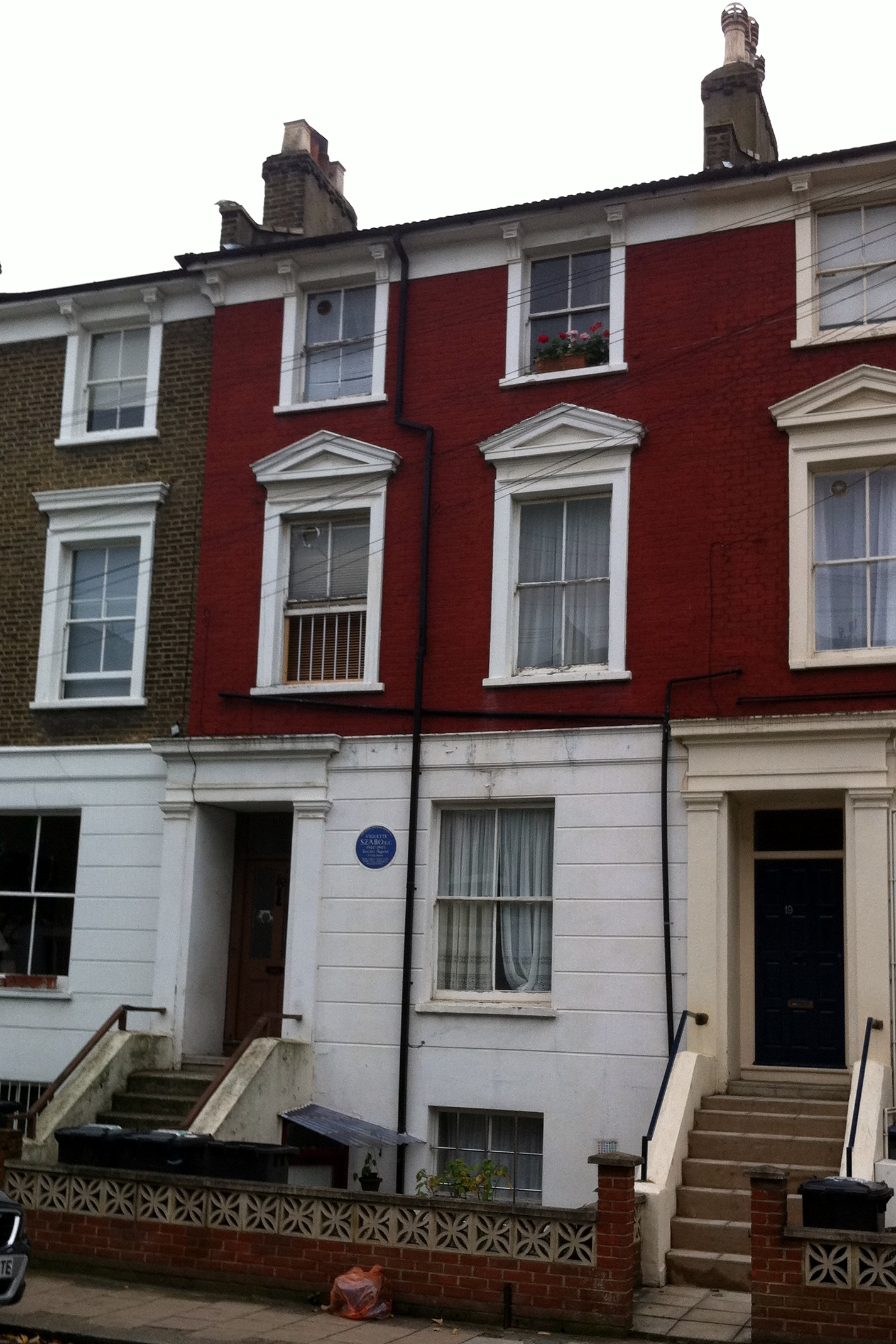
Modrá plaketa na domě v Stockwell, kde vyrůstala

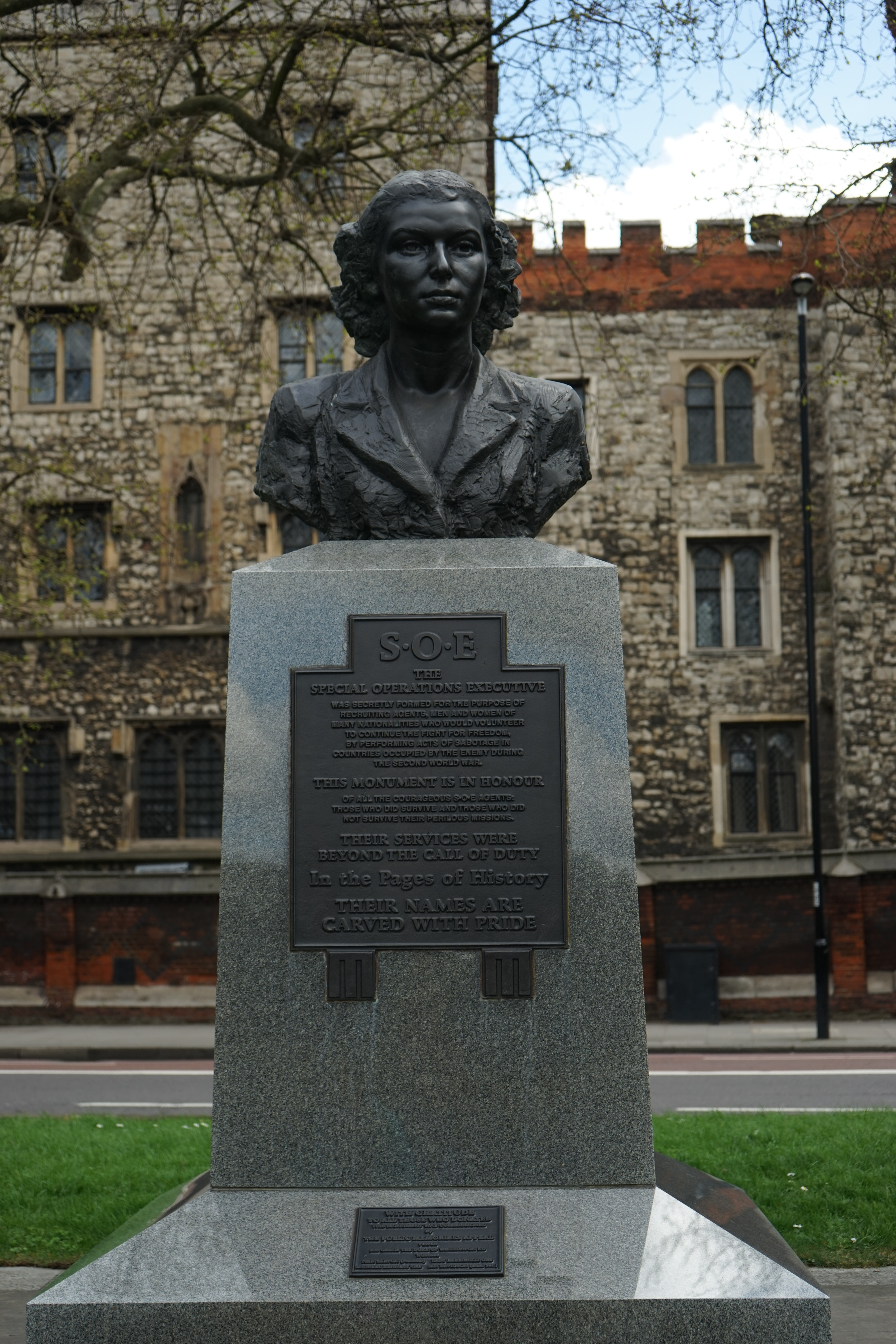
Památník před Lambethským palácem

Violette Szabóová nemá žádný známý hrob. Jejím oficiálním pietním místem je památník Commonwealth War Graves Commission Brookwood 1939–1945 Memorial na vojenském hřbitově v Surrey. Její jméno je uvedeno na panelu 26. sloupec 3. Na zdi domu ve čtvrti Stockwell, jihozápdní Londýn, kde Violette Szabóová vyrůstala, je umístěna modrá pamětní deska. Ve čtvrti Stockwell se nachází také jí věnovaná nástěnná malba, vytvořená v roce 2001. Je namalována na vnější straně vchodu do krytu a jsou na ní vyobrazeny slavné osobnosti Stockwellu, vedle Szabóové např. Vincent Van Gogh. Připomíná také místní obyvatele, kteří položili život ve válce.
„Violette Szabo GC Museum“ je umístěno v domku ve vesnici Wormelow Tump, hrabství Herefordshire, který dříve vlastnili její angličtí bratranci a který před válkou navštěvovala. Na farmě pobývala také v době, kdy se zotavovala ze zranění kotníku, a mezi dvěma misemi ve Francii. Otevření tohoto venkovského muzea v roce 2000 se zúčastnila její dcera Tania Szabó, Virginia McKennaová, Leo Marks a členové SOE.
V tzv. „The Jersey War Tunnels“ (jen částečně dokončeném komplexu podzemní nemocnice na ostrově Jersey) je stálá výstavní místnost věnovaná Viollete Szabóové. Konzervatoř „Royal College of Music“ v South Kensington, Londýn každoročně uděluje cenu nazvanou „Violette Szabo GC Memorial Prize“ pianistům, kteří doprovázejí zpěváky. V roce 2008 byla na Albertově nábřeží řeky Temže před Lambethským palácem odhalena bronzová busta od sochařky Karen Newmanové. U vchodu do radnice v Lambeth (čtvrť v jižním Londýně) je umístěna pamětní deska připomínající pobyt Violette Szabóové v této čtvrti.
Její památník je také v „Le Clos“, poblíž místa, kde se 8. června 1944 vylodil tým „Salesman II.“ Její jméno je uvedeno rovněž na památníku věnovaném členům SOE ve francouzském Valençay, na počest agentů sekce F, kteří položili své životy za osvobození Francie. Památník Violette Szabóové se nachází také u vchodu na ragbyové hřiště v obci Salon-la-Tour, kde byla zajata.

## Její osudy ve filmu
Carve Her Name with Pride (Vyryjte hrdě její jméno, příp. Vyryjte její jméno s hrdostí) je britské válečné a životopisné drama z roku 1958 natočený podle stejnojmenné knihy R. J. Minneyho. Film, který režíroval anglický režisér Lewis Gilbert (1920–2018), se ve velké míře drží skutečného příběhu Violette Szabóové: a to jak před válkou, na začátku války až po její speciální výcvik a nasazení jako agentky Special Operations Executive ve Francii. Hlavní roli ztvárnila Virginia McKennaová jako jednu z prvních velkých rolí.